# 卢津定理
卢津（Лузин）定理是实分析的定理。約略來說，這定理指可測函數差不多是連續函數。

## 定理敘述

### 一維形式
設{\displaystyle f:[a,b]\to \mathbb {C} }是可測函數，對任何{\displaystyle \epsilon >0}，都存在緊緻集{\displaystyle E\subset [a,b]}，使得{\displaystyle \lambda ([a,b]\setminus E)<\epsilon }，而且f限制到E上是連續函數。此處{\displaystyle \lambda }是勒貝格測度。

### 證明
因為f可測，所以在一個測度任意小的開集以外，f是有界函數。在開集上重定義f為0，那麼f在[a,b]上有界，因而是可積函數。因為連續函數在可積函數的空間{\displaystyle \mathrm {L} ^{1}([a,b])}中稠密，存在連續函數序列{\displaystyle g_{i}}依L1範數收斂至f，即{\displaystyle \int _{a}^{b}\left|g_{i}-f\right|\to 0}。故此有子序列{\displaystyle g_{i_{k}}}幾乎處處收斂至f。從葉戈羅夫定理可知，除了一個測度任意小的開集外，{\displaystyle g_{i_{k}}}一致收斂至f。因為連續函數的一致收斂極限仍是連續的，故此f在此開集外連續。取E為以上兩個開集的並集在[a,b]中的補集，那麼原本的f在E上連續。

### 多維形式
設{\displaystyle \mu }是{\displaystyle \mathbb {R} ^{n}}上的正則博雷爾測度，{\displaystyle f:\mathbb {R} ^{n}\to \mathbb {R} ^{m}}是{\displaystyle \mu }可測函數。X是{\displaystyle \mathbb {R} ^{n}}中的{\displaystyle \mu }可測集，而且{\displaystyle \mu (X)<\infty }，那麼對任意{\displaystyle \epsilon >0}，X中存在緊緻集K，使得{\displaystyle \mu (X\backslash K)<\epsilon }，而且f限制到K上是連續函數。
首先，對每個正整數i，構造緊緻集{\displaystyle K_{i}}和在其上的連續函數{\displaystyle g_{i}}，使得
{\displaystyle \mu (X\setminus K_{i})<\epsilon /2^{i}}
且在{\displaystyle K_{i}}上有
{\displaystyle \left|f(x)-g_{i}(x)\right|<1/i}
構造方法如下：
將{\displaystyle \mathbb {R} ^{m}}分成兩兩不交的博雷爾集{\displaystyle (Y_{ij})_{j=1}^{\infty }}，使得每個集的直徑都小於1/i。函數f可測，所以每個集的原像{\displaystyle f^{-1}(Y_{ij})}是可測集。令{\displaystyle X_{ij}=X\cap f^{-1}(Y_{ij})}，則{\displaystyle X_{ij}}將X分成兩兩不交的可測集。
由於{\displaystyle \mu }是博雷爾正則測度，且{\displaystyle \mu (X)<\infty }，於是{\displaystyle \mu }限制到X上是拉東測度。由拉東測度的內正則性，在{\displaystyle X_{ij}}中存在緊緻子集{\displaystyle K_{ij}}，使得
{\displaystyle \mu (X_{ij}\setminus K_{ij})<\epsilon /2^{i+j}}
所以全部子集{\displaystyle X_{ij}\setminus K_{ij}}的不交並集的測度
{\displaystyle \mu (X\setminus \bigcap _{j=1}^{\infty }K_{ij})<\epsilon /2^{i}}
因為{\displaystyle \mu (X\setminus \bigcap _{j=1}^{\infty }K_{ij})=\lim _{n\to \infty }\mu (X\setminus \bigcap _{j=1}^{n}K_{ij})}，可以取足夠大的N使得
{\displaystyle \mu (X\setminus \bigcap _{j=1}^{N}K_{ij})<\epsilon /2^{i}}
令{\displaystyle K_{i}=\bigcap _{j=1}^{N}K_{ij}}。有限個緊緻集的並集是緊緻集，所以{\displaystyle K_{i}}緊緻。因此{\displaystyle K_{i}}滿足要求。
對j=1,..., N，在{\displaystyle Y_{ij}}中任取一點{\displaystyle y_{ij}}，並在{\displaystyle K_{ij}}上定義{\displaystyle g_{i}(x)=y_{ij}}。
因為在{\displaystyle K_{ij}}上，f的值包含在{\displaystyle Y_{ij}}中，故此f和{\displaystyle g_{i}}相差小於1/i。而{\displaystyle K_{ij}}是兩兩不交的緊緻集，故兩兩間的距離都是正數，所以{\displaystyle g_{i}}在{\displaystyle K_{i}}上是連續函數。因此{\displaystyle g_{i}}滿足要求。
取{\displaystyle K=\bigcap _{i=1}^{\infty }K_{i}}，K是緊緻集，並有
{\displaystyle \mu (X\setminus K)\leq \sum _{i=1}^{\infty }\mu (X\setminus K_{i})<\epsilon }
函數列{\displaystyle g_{i}}在K上一致收斂到f。一致收斂保持函數的連續性，所以f在K上連續。